# Giacomo Ciamician

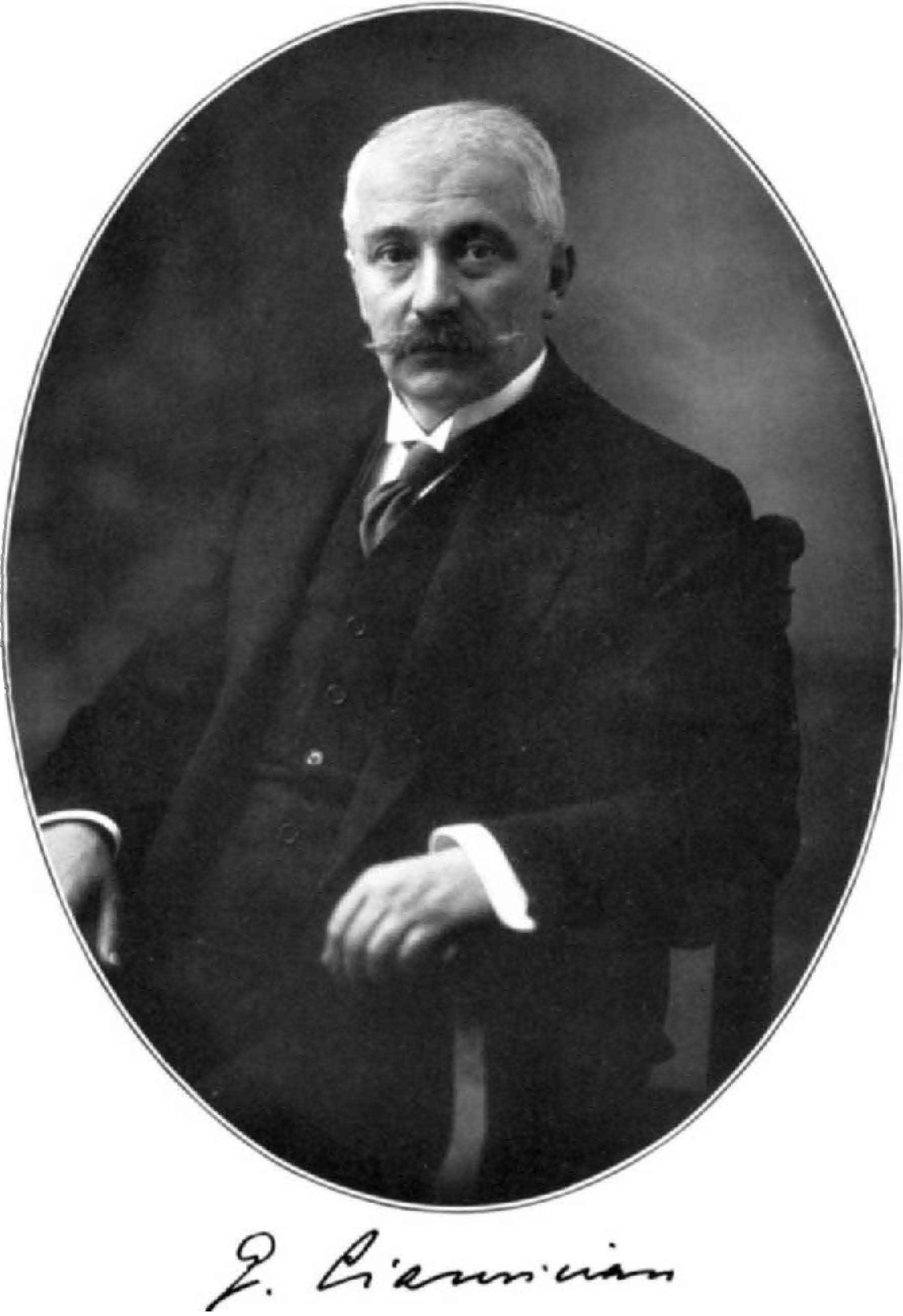
Giacomo Luigi Ciamician

Giacomo Luigi Ciamician (27. srpna 1857 v Terstu – 2. ledna 1922 v Bologni) byl italský chemik a vizionář. Byl průkopníkem fotochemie, biochemie a spektroskopie.

Ciamician předpověděl využití fotochemických zařízení pro výrobu paliv s využitím sluneční energie. Předpokládal, že by učinily lidstvo nezávislým na fosilních palivech a zmenšily ekonomickou propast mezi bohatými a chudými zeměmi. Jeho vize z něj dělá jednoho z prvních zastánců umělé fotosyntézy:
| „ | Na vyprahlých územích vyrostou průmyslové kolonie bez kouře a bez komínů; Nad pláněmi se rozprostírají lesy skleněných trubic a všude vyrostou skleněné budovy; V nich se budou odehrávat fotochemické procesy, které byly dosud střeženým tajemstvím rostlin, ale které budou ovládány lidskou pílí, která je dovede přimět k tomu, aby přinášely ještě hojnější plody než příroda, protože příroda nespěchá a lidstvo ano. A pokud se v daleké budoucnosti zásoby uhlí zcela vyčerpají, civilizace tím nebude zastavena, protože život a civilizace budou pokračovat tak dlouho, dokud bude svítit slunce! | “ |

## Vzdělání a kariera

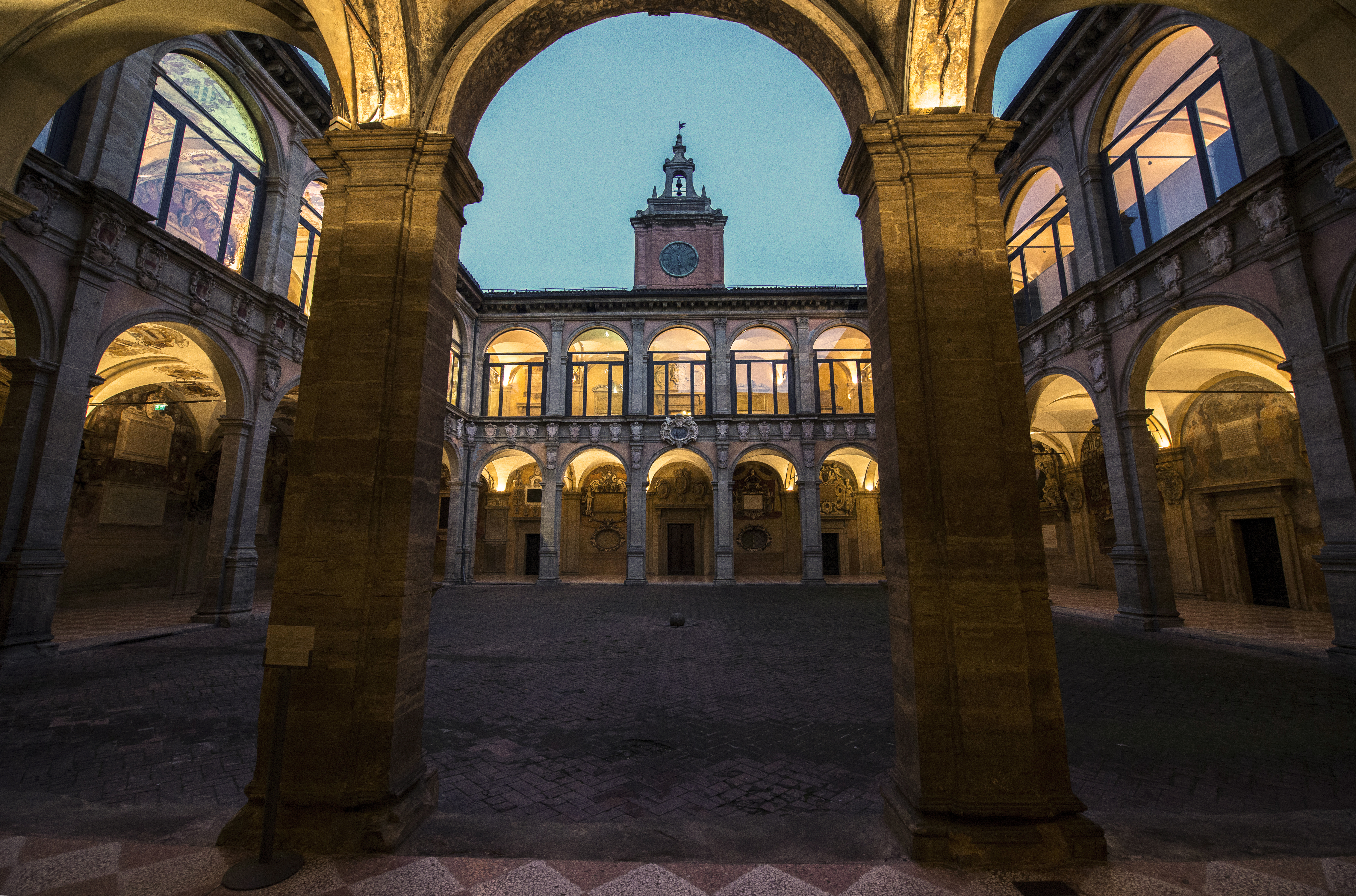
Hlavní sídlo Boloňské univerzity v letech 1563 až 1803

Ciamician se narodil v roce 1857 etnickým arménským rodičům v Terstu v Rakouském císařství, neboť v roce 1850 se jeho rodina přestěhovala z Istanbulu do Terstu.
Studoval na Vídeňské univerzitě a Univerzitě v Giessenu, kde v roce 1880 získal doktorát pod vedením Huga Weidela. Poté pracoval jako asistent Stanislava Cannizzara a v roce 1887 začal přednášet na univerzitě v Padově. Profesorem se stal na Boloňské univerzitě, kde strávil zbytek své kariéry.
V roce 1910 se stal prvním mužem narozeným v Terstu, který byl jmenován senátorem v Italském království. Jeho švagrem byl italský chemik Raffaello Nasini. Ciamician zemřel v roce 1922 v Bologni v 65 letech.

## Výzkum

Pyrrol

- PyrrolV letech 1880 až 1905 se Ciamician zabýval chemií pyrrolu. Objasnil strukturu pyrrolu, syntetizoval jej ze sukcinimidu a syntetizoval mnoho derivátů pyrrolu (včetně tetrajodopyrrolu jako náhrady za jodoform).

Pyridin

- PyridinCiamician-Dennstedtův přesmyk je reakce popisuje přeměnu pyrrolu na halogenované pyridiny (prodloužení pyrrolového kruhu). Je pojmenována po něm a Maxi Dennstedtovi, spolupracovníkovi v jeho laboratoři.
- Ciamician-Plancherův přesmyk také nese jeho jméno. Popisuje tepelné přesmyky alkylové nebo arylové skupiny indolinu-3-olu. Tím vzniká termodynamicky stabilnější indol.
- Ciamician prováděl také spektroskopický výzkum a jeho spektroskopické studie pomohly ruskému chemikovi Mendělejevovi při konstrukci periodické tabulky.
- V roce 1886 popsal první fotochemickou reakci o přeměně chinonu na hydrochinon pod vlivem světla.

Hydrochinon

- HydrochinonV letech 1900 až 1915 objevil mnoho fotochemických reakcí se svým asistentem Paolem Silberem. Zkoumali zejména fotochemickou přeměnu některých chemických sloučenin na rostliny (například alkaloidy) a analyzovali různé rostlinné oleje.
- V roce 1912 přednesl na 8. mezinárodním kongresu o aplikované chemii přednášku (publikovanou v časopise Science), ve které popsal světovou potřebu energetického přechodu na obnovitelné zdroje energie. Prezentoval tak svoji vizi ekologicky čistého fotochemického průmyslu budoucnosti založeného na biochemii.

## Vyznamenání a členství
- Ciamician byl členem Accademia Nazionale delle Scienze.
- V roce 1901 obdržel čestný doktorát práv na univerzitě v Glasgow.
- Od roku 1901 byl dopisujícím členem Göttingenské akademie věd.
- Od roku 1909 byl dopisujícím členem Pruské akademie věd.
- Od roku 1910 byl dopisujícím členem Bavorské akademie věd.
- Od roku 1912 byl dopisujícím členem Ruské akademie věd v Petrohradě.
- Od roku 1910 byl senátorem Italského království (první senátor z Terstu).
- Je po něm pojmenována Katedra chemie Boloňské univerzity.
- Německý chemik a nositel Nobelovy ceny za chemii z roku 1902 Hermann Emil Fischer (1852–1919) ho několikrát nominoval na Nobelovu cenu.